# Effigie

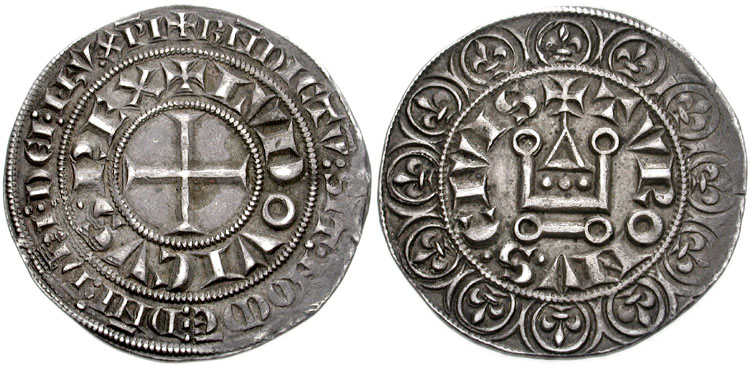
Gros tournois de Saint-Louis (« croix » à gauche, « pile » représentant un châtel à droite).

L’effigie est, en numismatique, la représentation en relief, sur l’avers d'une médaille ou d’une pièce de monnaie,, du profil d’un saint, d’un monarque, d’un personnage important à qui on rend hommage.
L’effigie (anglais: effigy, allemand: Münzbild) est issue du latin classique effigies, « représentation d’une personne sous une forme quelconque ».
Autrefois on ne mettait l'effigie du prince qu'aux médailles, ou autre pièce frappée conséquemment à quelque bataille gagnée, province conquise, ou aux événements remarquables, alliance, fête, etc.
Sur la monnaie de cours pour le commerce il y avait une croix : c'est de là que le avers était appelé croix et le revers, pile.